# Daniel Tynell
Per Daniel Tynell (* 6. Januar 1976 in Grycksbo, Dalarnas län) ist ein ehemaliger schwedischer Skilangläufer.

## Karriere
Daniel Tynell, der für den Grycksbo IF startete, nahm seit 1998 vorwiegend an Skilanglaufrennen der Worldloppet-Serie teil. 2001 belegte er beim Wasalauf den dritten Platz. Im folgenden Jahr gewann er erstmals den Wasalauf. Im selben Monat startete er erstmals im Weltcup und belegte den 16. Rang mit der Staffel. In der Saison 2005/06 gewann er erneut den Wasalauf und erreichte beim Birkebeinerrennet den zweiten Rang. 2007 und 2008 gewann er den König-Ludwig-Lauf. Im Februar 2007 kam er beim Tartu Maraton auf den dritten Platz. 2009 siegte er zum dritten Mal beim Wasalauf und erreichte beim Marcialonga den dritten Rang. In der Saison 2009/10 errang er beim Engadin Skimarathon und beim Wasalauf den zweiten Platz. Auch 2012 und 2013 kam er beim Wasalauf auf den zweiten Rang. Im Februar 2013 siegte er beim Engelbrektsloppet über 60 km klassisch. Im folgenden Jahr gewann er beim Wasalauf über die 30 km Kurzstrecke in der klassischen Technik und erreichte er beim König-Ludwig-Lauf den zweiten Rang. Seine bisher beste Gesamtplatzierung im FIS-Skilanglauf-Marathon-Cup war der vierte Platz in der Saison 2008/09.

## Erfolge

### Weltcupsiege im Einzel
| Nr. | Datum        | Ort        | Disziplin                              |
| --- | ------------ | ---------- | -------------------------------------- |
| 1.  | 5. März 2006 | Sälen–Mora | 90 km klassisch Massenstart (Wasalauf) |

### Siege bei Worldloppet-Cup-Rennen
Anmerkung: Vor der Saison 2015/16 hieß der Worldloppet Cup noch Marathon Cup.
| Nr. | Datum           | Ort          | Rennen            | Disziplin                   |
| --- | --------------- | ------------ | ----------------- | --------------------------- |
| 1.  | 3. März 2002    | Sälen–Mora   | Wasalauf          | 90 km klassisch Massenstart |
| 2.  | 5. März 2006    | Sälen–Mora   | Wasalauf          | 90 km klassisch Massenstart |
| 3.  | 4. Februar 2007 | Oberammergau | König-Ludwig-Lauf | 50 km klassisch Massenstart |
| 4.  | 3. Februar 2008 | Oberammergau | König-Ludwig-Lauf | 42 km klassisch Massenstart |
| 5.  | 1. März 2009    | Sälen–Mora   | Wasalauf          | 90 km klassisch Massenstart |

### Sonstige Siege bei Skimarathon-Rennen
- 2013 Engelbrektsloppet, 60 km klassisch
- 2014 Wasalauf (KortVasan), 30 km klassisch